# Freiherr-vom-Stein-Preis
Der Freiherr-vom-Stein-Preis für gesellschaftliche Innovation wurde bis 2012 von der Alfred Toepfer Stiftung F. V. S. gemeinsam mit der Stiftung Mitarbeit und der Humboldt-Universität zu Berlin vergeben und war mit 25.000 Euro dotiert. Damit war er einer der höchstdotierten Preise für Bürgerengagement in der Bundesrepublik Deutschland.

## Hintergrund
Bereits 1957 wurde der Preis zum ersten Mal verliehen. Ausgezeichnet wurden unterschiedliche Themengebiete von Forschungsarbeiten zur Stadtgeschichte über staatsbürgerliche Bildungsprojekte bis hin zur Geschichte der bürgerlichen Sozialreform.
1995 wurde der Preis zur Auszeichnung des Engagements von Bürgern in den neuen Bundesländern für das Gemeinwohl zur Verfügung gestellt. Gewürdigt wurden insbesondere private Initiativen und Leistungen von Persönlichkeiten, Vereinigungen oder Institutionen. Der Preis wurde ungeteilt vergeben und durch den Präsidenten der Humboldt-Universität in Berlin überreicht.

## Preisträger (nach 1995)
| Jahr | Preisträger                                      | Ort                    |
| ---- | ------------------------------------------------ | ---------------------- |
| 2012 | Teach First Deutschland                          | Berlin                 |
| 2011 | Kulturloge Marburg                               | Marburg                |
| 2010 | Malteser Migranten Medizin                       | Berlin                 |
| 2009 | StreetUniverCity / Giò di Sera                   | Berlin                 |
| 2008 | SOLIDAR e. V. / Alice Fröhlich                   | Bremerhaven            |
| 2007 | Coach e. V. / Mustafa Bayram                     | Köln                   |
| 2005 | Schwabehaus                                      | Dessau                 |
| 2004 | Theater im Schuppen                              | Frankfurt (Oder)       |
| 2003 | Stadt Ostritz                                    | Ostritz/St. Marienthal |
| 2002 | Thüringer Filmbüro                               | Schloss Kromsdorf      |
| 2001 | Cranach Stiftung                                 | Wittenberg             |
| 2000 | Glashaus. Verein der Nutzer der Brotfabrik e. V. | Berlin-Weißensee       |
| 1999 | Arche Rostock e. V.                              | Rostock                |
| 1998 | Christliches Umweltseminar Rötha e. V.           | Rötha                  |
| 1997 | Ferropolis                                       | Gräfenhainichen        |